# Jakob Meckel
Jakob Klemens Wilhelm Meckel (ur. 18 marca 1842 w Kolonii, zm. 6 lipca 1906 w Berlinie) – niemiecki generał major, doradca wojskowy japońskiego rządu Meiji.

## Życiorys
W 1860 roku, jako ochotnik, zgłosił się do służby wojskowej w pruskiej armii i został przydzielony do 68. Pułku Piechoty. W 1862 roku awansował na stopień podporucznika (niem. Lieutnant). W latach 1864-1865 przebywał w garnizonie twierdzy Luksemburg. Podczas wojny z Austrią uczestniczył w bitwie pod Sadową, a po zakończeniu konfliktu został przydzielony do Szkoły Wojennej w Berlinie. W trakcie wojny prusko-francuskiej walczył w 82. Pułku Piechoty. W latach 1871-1876, w stopniu kapitana (niem. Hauptmann), wykładał w szkole wojskowej w Hanowerze. Następnie został przydzielony do Wielkiego Sztabu Generalnego, jednocześnie prowadząc zajęcia w berlińskiej Szkole Wojennej. W 1881 roku uzyskał stopień majora. W 1882 roku został członkiem sztabu 16. Dywizji Piechoty, a dwa lata później członkiem sztabu XI Korpusu Armijnego. W 1884 roku został wysłany w misji wojskowej do Japonii, gdzie został instruktorem w japońskiej armii. W 1885 roku uczestniczył w tworzeniu Akademii Wojskowej w Tokio, gdzie wykładał w językach angielskim i niemieckim. Przez 4 lata pobytu w Kraju Wschodzącego Słońca udało mu się reorganizować siły zbrojne Japonii na wzór pruski. Potwierdziły one swoją skuteczność w wojnie chińsko-japońskiej i wojnie rosyjsko-japońskiej. W 1888 roku powrócił do Niemiec, gdzie awansował na podpułkownika (niem. Oberstleutnant) i został przydzielony do 57. Pułku Piechoty. W 1890 roku został tymczasowym dowódcą 88. Pułku Piechoty, ale już w tym samym roku trafił do Sztabu Generalnego Armii. W 1895 roku, po awansie na stopień generała majora (niem. Generalmajor), został kwatermistrzem armii. Rok później przeszedł w stan spoczynku. 

## Odznaczenia
Odznaczeni gen. Meckela to między innymi:
- Order Orła Czerwonego II klasy z liśćmi dębu
- Order Królewski Korony II klasy
- Krzyż Żelazny II klasy
- Kawaler Order Korony Wendyjskiej (Meklemburgia)
- Kawaler Orderu Leopolda (Belgia)
- Złota i Srebrna Gwiazda Orderu Wschodzącego Słońca (Japonia)
- Złota i Srebrna Gwiazda Orderu Świętego Skarbu (Japonia)
- Krzyż Wielki Orderu Franciszka Józefa (Austro-Węgry)